# 嫁の姉が巨乳過ぎて我慢できない 〜義姉さんがこんなにエロかったなんて!〜
『嫁の姉が巨乳過ぎて我慢できない 〜義姉さんがこんなにエロかったなんて！〜』（よめのあねがきょにゅうすぎてがまんできない ねえさんがこんなにエロかったなんて！）は、2012年9月21日にアパタイトより発売されたアダルトゲームである。

## ストーリー
主人公、孝太は、妻の千晶とともに彼女の両親と姉夫婦が住む実家に自分達の子供を連れて帰省中。主人公は出産直後の妻に性行為を避けられ、欲求不満が募った状態での訪問であった。そんな中、肉体的魅力に溢れる義姉の千里を前にし、彼の悶々とした気持ちはピークを迎える。そして帰省2日目となった夜のこと、義姉の部屋から漏れてくる声に気付き、彼女の自慰行為を目の当たりにしてしまう。孝太はそんな彼女の姿に影響され、自らも自慰行為を始める。千里が絶頂に達した際に、孝太は迂闊にも声を上げてしまい、千里を凝視していたことがバレてしまうが…。

## 登場人物
三沢 孝太（みさわ こうた）
本作の主人公。妻の千晶との間に子供がいるものの、それ以来性行為がないことを悩んでいる。
葛城 千里（かつらぎ ちさと）
声 - 夕月湊
身長157cm、3サイズ：95（G）/59/82。
本作の攻略ヒロイン。千晶の姉、主人公の義姉にあたる。強引にされることに弱く、落ち着いた性格。結婚した後も自身の実家にて夫と同居生活を営んでいるが、夫とは倦怠期で性交渉の少なさを気に病んでいる。また、夫との間に子供がいないことを隠れて悔んでいる。作中では夫は出張中。
三沢 千晶（みさわ ちあき）
声 - 笹塚真琴
身長162cm、3サイズ：78（A）/56/80。
主人公の嫁。積極的で活発な性格。大学に通っていた時に主人公の孝太と付き合い始め、同棲生活の末に子供が出来たため結婚している。大学の卒業と共に子供を産み、育児に勤しんでいる。もともと性生活に積極的だったが、出産直後ということもあり、遠慮がちになっている。

## スタッフ
- 原画 - チャイニー・スゥ
- シナリオ - 岡下誠

## 主題歌
- 「言ｲ訳乙女」

歌・作詞 - 留里佳 / 楽曲制作 - Sound mate project
朱音々樂研究所（2012年11月5日時点のアーカイブ）・STUDIO 428にて録音された。